# Condeau
Condeau is een plaats en voormalige gemeente in het Franse departement Orne in de regio Normandië en telt 396 inwoners (2005). De plaats maakt deel uit van het arrondissement Mortagne-au-Perche.

## Geschiedenis
Op 1 januari 2016 is Condeau gefuseerd met de gemeenten Condé-sur-Huisne en Coulonges-les-Sablons tot de gemeente Sablons sur Huisne. 

## Geografie
De oppervlakte van Condeau bedraagt 15,4 km², de bevolkingsdichtheid is 25,7 inwoners per km².
De onderstaande kaart toont de ligging van Condeau met de belangrijkste infrastructuur en aangrenzende gemeenten.

## Demografie
Onderstaande figuur toont het verloop van het inwonertal (bron: INSEE-tellingen).